# Kim Jang-mi
Pour les articles homonymes, voir Kim.
Dans ce nom coréen, le nom de famille, Kim, précède le nom personnel.
Kim Jang-mi, née le 25 septembre 1992 à Incheon, est une tireuse sportive sud-coréenne.

## Carrière
Kim Jang-mi remporte aux Jeux olympiques de la jeunesse d'été de 2010 la médaille d'or dans l'épreuve féminine du pistolet à air à 10 mètres.
Elle est sacrée championne olympique du pistolet à 25 mètres dames aux Jeux olympiques d'été de 2012 à Londres, ayant battu le record du monde en qualification avec 591 points.